# Данделс, Херман Виллем
Хе́рман Ви́ллем Да́нделс (нидерл. Herman Willem Daendels [ˈɦɛrmɑn ˈʋɪləm ˈdaˑndəls]; 21 октября 1762 — 2 мая 1818) — маршал Нидерландов, участник Наполеоновских войн, генерал-губернатор Голландской Ост-Индии и африканских колоний.

## Биография
Родился 21 октября 1762 года в Хаттеме, сын бургомистра. Образование получил в университете Хардервейка и с 1781 года занимался адвокатской практикой.
В военную службу вступил в 1787 году, однако после раскрытия заговора против штатгальтера бежал во Францию, где 12 октября 1792 года был принят в революционную армию с чином подполковника. В кампании 1793 года он служил под началом Дюмурье и 21 апреля 1794 года был произведён в бригадные генералы дивизии Суама. Здесь он блестяще проявил себя и уже 30 декабря того же года стал дивизионным генералом.
После провозглашения Батавской республики Данделс перешёл на службу в нидерландскую республиканскую армию. В 1797 году участвовал в экспедиции в Ирландию, которая потерпела неудачу. В 1799 году он, командуя 1-й дивизией нидерландской армии, действовал против англо-русского десанта, высадившегося в Северной Голландии. В этой кампании он во главе двух дивизий Батавской национальной гвардии в сражении при Гелдерне потерпел поражение от корпуса британского генерала Ральфа Эберкромби.
В 1803 году Данделс вышел в отставку, однако в 1806 году вновь вернулся на нидерландскую военную службу с чином генерал-лейтенанта и 24 ноября получил в командование дивизию. 6 февраля 1807 года он был произведён в генералы от кавалерии и 15 февраля был назначен генерал-губернатором Голландской Ост-Индии, 16 февраля получил звание маршала Нидерландов.
В 1811 году он был отозван в Нидерланды и в 1812 году в рядах Великой армии Наполеона совершил поход в Россию, командовал 26-й дивизией и находился в сражениях при Смоленске и Березине. В кампании 1813 года он командовал гарнизоном крепости Модлина и защищал её против русских войск под командованием Паскевича. После падения крепости был захвачен в плен и вернулся на родину в 1815 году.
По возвращении был восстановлен на военной службе и в кампании Ста дней командовал Главной квартирой соединённой англо-нидерландской армии. При воцарении Вильгельма Оранского Данделс был назначен губернатором африканских колоний и уехал на Золотой берег. Там он был одним из крупнейших плантаторов. Скончался в Гане 2 мая 1818 года.